# Chaetobranchopsis
Chaetobranchopsis là một chi nhỏ gồm các loài cá trong họ cichlid. Chúng phân bố ở Nam Mỹ, trong các lưu vực sông Amazon, Paraná và Paraguay. Chi này có 2 loài.

## Các loài
- Chaetobranchopsis australis Eigenmann & Ward, 1907
- Chaetobranchopsis orbicularis Steindachner, 1875